# دائرة ثنية الأحد
دائرة ثنية الأحد هي إحدى دوائر ولاية تيسمسيلت الجزائرية.